# Gorom-Gorom
Gorom-Gorom est une ville du département et la commune urbaine de Gorom-Gorom, dont elle est le chef-lieu, située dans la province de l'Oudalan et la région du Sahel au Burkina Faso. La ville est également le chef-lieu de la province.

## Géographie

### Démographie
La population est composée de Bellas, Peuls, Touaregs, Songhaïs et Mossis.
- En 2003, la ville comptait 6 571 habitants estimés[3].
- En 2006, la ville comptait 8 882 habitants recensés[1], répartis dans ses cinq secteurs :

- Secteur 1 (3 166 habitants)
- Secteur 2 (1 183 habitants)
- Secteur 3 (1 185 habitants)
- Secteur 4 (653 habitants)
- Secteur 5 (2 695 habitants)

## Histoire
C'est dans ce lieu que prirent place les combats de Gorom-Gorom en 2019 qui coutèrent la vie à deux commandos marine français, Cédric de Pierrepont et Alain Bertoncello.

### Toponymie
Le nom de Gorom-Gorom signifie en français : « Vous vous asseyez (et) nous nous asseyons ».

## Administration

### Jumelage et accords de coopération
Depuis 1988, la ville est jumelée avec Querqueville (ancienne commune française, devenue commune déléguée de Cherbourg-en-Cotentin depuis le 1er janvier 2016). Ce jumelage s'est étendu ensuite au département et à la commune urbaine de Gorom-Gorom depuis son instauration et ses premières élections locales.

## Économie

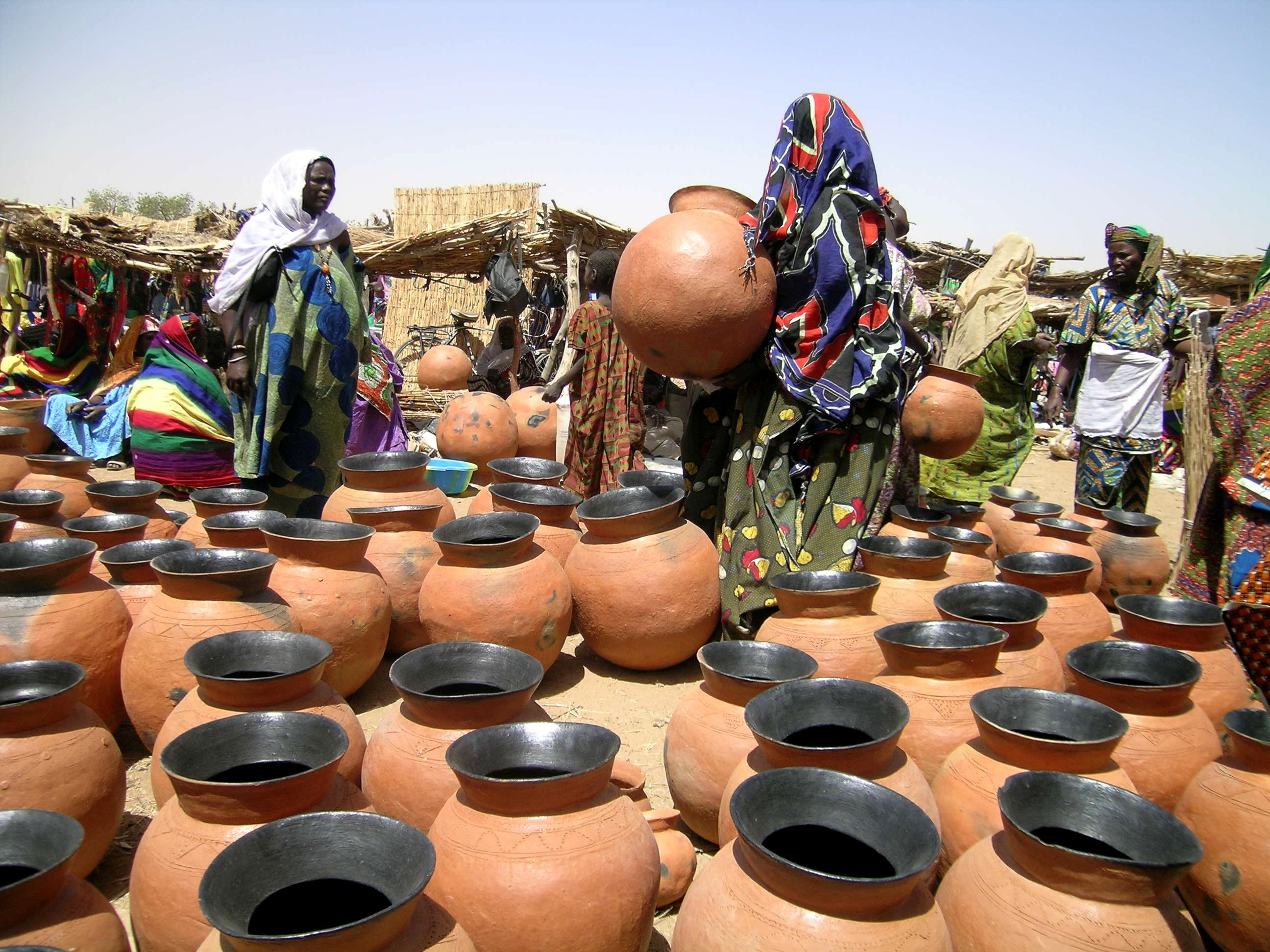
Des femmes vendant des poteries songhaïes sur le marché.

Gorom-Gorom est surtout connu pour ses mosquées et son marché, se déroulant le jeudi, où de nombreux Touaregs, Bellas, Peuls et d'autres troqueurs s'y arrêtent chaque semaine pour discuter.
Il y a des mines d'or dans les villages proches d'Essakané-Site et Essakané-Village.

## Transports
Avant la création d'une rocade de contournement à l'est, la ville était traversée par la route nationale 3 qui relie la capitale nationale Ouagadougou jusqu'à la partie est frontière malienne.
Toutefois la partie de cette route nationale au nord-est de la ville ne dessert principalement plus que Markoye, avant de relier quelques villages au nord de la province aux portes du Mali, et de là mener dans le désert par des pistes non aménagées en direction de Gao. En revanche depuis Markoye vers l'est, une route secondaire rejoint la frontière nigérienne (en direction de Wanzerbe sur la route nationale 2 au nord-ouest du Niger).
La ville dispose également d'un aérodrome au nord-est, relié à la route nationale 3.

## Santé et éducation
En 1985, Pierre Rabhi y crée un centre de formation à l'agroécologie avec l'appui de l'association Le Point-Mulhouse.